# Macrobiotus occidentalis
Macrobiotus occidentalis är en djurart som tillhör fylumet trögkrypare, och som beskrevs av Murray 1910. Macrobiotus occidentalis ingår i släktet Macrobiotus och familjen Macrobiotidae.

## Underarter
Arten delas in i följande underarter:
- M. o. occidentalis
- M. o. striatus